# Elephantomyia zonata
Elephantomyia zonata là một loài ruồi trong họ Limoniidae. Chúng phân bố ở miền Cổ bắc.